# Horssöcket, Bergums socken
Horssöcket är en sjö söder om Olofstorp i Göteborgs kommun och ingår i Göta älvs huvudavrinningsområde. Vid sidan av tjärnen finns en badplats med brygga och grillplats.
Ej att förväxla med den relativt närbelägna och identiskt namnsatta insjön Horssöcket i Angereds socken, Göteborgs kommun.